# ليوبولد فون شروتر
ليوبولد فون شروتر (بالألمانية: Leopold Schrötter von Kristelli)‏ (و. 1837 – 1908 م) هو طبيب، وطبيب باطني، وبروفيسور نمساوي، ولد في غراتس، كان عضوًا في الأكاديمية الألمانية للعلوم ليوبولدينا، توفي في فيينا، عن عمر يناهز 71 عاماً.

## التعليم
تعلم في جامعة فيينا
.

## جوائز
حصل على جوائز منها:
- Order of the Red Eagle 2nd Class  [لغات أخرى]‏
- وسام فرانز جوزيف